# گولیجا
گولیجا (به صربی: Golija) یک کوه در صربستان است که در Western Serbia واقع شده‌است. گولیجا ۱٬۸۳۳ متر بالاتر از سطح دریا واقع شده‌است.